# 佐賀県道・福岡県道14号鳥栖朝倉線
佐賀県道・福岡県道14号鳥栖朝倉線（さがけんどう・ふくおかけんどう14ごう とすあさくらせん）は、佐賀県鳥栖市から福岡県朝倉市に至る県道（主要地方道）である。

## 概要
佐賀県鳥栖市酒井西町から福岡県朝倉市山田に至る。
佐賀県側の距離は短く、福岡県の区間が大半を占める。三井郡大刀洗町から朝倉市にかけての一部区間や朝倉市の三連水車付近では狭小区間があるが、全体的に2車線の整備された道路である。
商工団地北入口交差点 - 福岡県小郡市福童間は2018年（平成30年）8月に事業化された九州自動車道小郡鳥栖南SICへのアクセス道路として味坂SIC（仮称）工区が事業化された。

### 路線データ
- 起点：佐賀県鳥栖市酒井西町（商工団地北入口交差点、国道3号交点）
- 終点：福岡県朝倉市山田（恵蘇宿交差点、国道386号交点、福岡県道511号吉井恵蘇宿線終点、福岡県道588号甘木吉井線上）
- 総延長：23 km[1]

## 歴史
整理番号「14」は1975年（昭和50年）3月31日までは現在の国道385号に相当する「福岡那珂川神埼線」（福岡市博多区 - 神埼市）が主要地方道として指定されていた。

### 年表
- 1982年（昭和57年）4月1日 - 建設省（現・国土交通省）が主要地方道に指定。
- 1993年（平成5年）5月11日 - 建設省から、主要県道鳥栖朝倉線が鳥栖朝倉線として主要地方道に再指定される[2]。
- 2018年（平成30年）
  - 味坂SIC（仮称）工区事業化[1]。
  - 10月13日 - 福岡県小郡市福童のバイパス（延長850 m）開通[3]。
- 2019年（平成31年）3月29日 - 福岡県告示第263号により、旧道の県道指定が解除され、一部は福岡県道88号久留米小郡線の単独区間となる[4]。
- 2019年（令和元年）6月21日 - 福岡県告示第104号により、小郡鳥栖南スマートインターチェンジアクセス道路の区間を追加指定[5]。
- 2024年（令和6年）
  - 3月15日 - 佐賀県告示第60号により、商工団地北入口交差点から佐賀・福岡県境の区間を追加指定、小郡鳥栖南スマートインターチェンジアクセス道路に平行する旧道の県道指定が解除[6][7]。
  - 3月17日 - 小郡鳥栖南スマートインターチェンジアクセス道路（佐賀県鳥栖市酒井西町 - 福岡県小郡市福童、1.6 km）開通[8]。

## 路線状況

### 重複区間
- 福岡県道88号久留米小郡線（福岡県小郡市福童・小郡鳥栖南SIC入口交差点 - 小郡市福童・新端間橋交差点）
- 国道322号（福岡県三井郡大刀洗町大字鵜木・鵜木交差点 - 三井郡大刀洗町大字上高橋）
- 福岡県道584号八重亀菅野来春線（福岡県三井郡大刀洗町大字三川 地内）
- 福岡県道33号甘木田主丸線（福岡県朝倉市片延 - 朝倉市中）
- 福岡県道511号吉井恵蘇宿線・福岡県道588号甘木吉井線（福岡県朝倉市山田 地内）

### 道路施設

#### 橋梁
- 福岡県
  - 新端間橋（宝満川、小郡市）
  - 大薮橋（石原川、小郡市）
  - 下牟田橋（寺川、三井郡大刀洗町）
  - 鵜木橋（大刀洗川、三井郡大刀洗町）
  - 向屋敷橋（鵜木川、三井郡大刀洗町）
  - 鴨屋敷橋（鵜木川、三井郡大刀洗町）
  - 有本橋（陣屋川、三井郡大刀洗町）
  - 江戸橋（小石原川、三井郡大刀洗町）
  - 二又川橋（二又川、三井郡大刀洗町）
  - 鳥飼橋（床島用水路、三井郡大刀洗町）
  - 桂川橋（佐田川、三井郡大刀洗町）
  - 佐田川橋（佐田川、三井郡大刀洗町）
  - 蜷城（ひなしろ）橋（桂川、朝倉市）
  - 隠家森橋（堀川用水、朝倉市）

## 地理

### 通過する自治体
- 佐賀県
  - 鳥栖市
- 福岡県
  - 小郡市
  - 三井郡大刀洗町
  - 朝倉市

### 交差する道路
| 交差する道路 | 都道府県名 | 市町村名 | 市町村名 | 交差する場所 | 交差する場所                |
| --- | ---------- | -------- | -------- | ------------ | --------------------------- |
| 国道3号 | 佐賀県     | 鳥栖市   | 鳥栖市   | 酒井西町     | 商工団地北入口交差点 / 起点 |
| E3 九州自動車道 | 福岡県     | 小郡市   | 小郡市   | 福童         | 9-1 小郡鳥栖南SIC           |
| 福岡県道88号久留米小郡線 重複区間起点                                                                                        | 福岡県     | 小郡市   | 小郡市   | 福童         | 小郡鳥栖南SIC入口交差点     |
| 福岡県道88号久留米小郡線 重複区間終点                                                                                        | 福岡県     | 小郡市   | 小郡市   | 福童         | 新端間橋交差点              |
| 福岡県道738号二森石崎線 | 福岡県     | 小郡市   | 小郡市   | 二森         | 二森交差点                  |
| 福岡県道737号吹上北野線 | 福岡県     | 小郡市   | 小郡市   | 古飯         | 古飯東交差点                |
| 福岡県道53号久留米筑紫野線                                                                                                   | 福岡県     | 三井郡   | 大刀洗町 | 大字下高橋   | 下高橋交差点                |
| 国道322号 重複区間起点 | 福岡県     | 三井郡   | 大刀洗町 | 大字鵜木     | 鵜木交差点                  |
| 国道322号 重複区間終点 | 福岡県     | 三井郡   | 大刀洗町 | 大字上高橋   |                             |
| 福岡県道740号上高橋善導寺停車場線                                                                                            | 福岡県     | 三井郡   | 大刀洗町 | 大字春日     |                             |
| 福岡県道743号中尾大刀洗線 重複区間起点 福岡県道744号富多大城線                                                               | 福岡県     | 三井郡   | 大刀洗町 | 大字冨多     |                             |
| 福岡県道743号中尾大刀洗線 重複区間終点                                                                                       | 福岡県     | 三井郡   | 大刀洗町 | 大字冨多     | 江戸橋交差点                |
| 福岡県道584号八重亀菅野来春線 重複区間起点                                                                                   | 福岡県     | 三井郡   | 大刀洗町 | 大字三川     |                             |
| 福岡県道584号八重亀菅野来春線 重複区間終点                                                                                   | 福岡県     | 三井郡   | 大刀洗町 | 大字三川     |                             |
| 福岡県道33号甘木田主丸線 重複区間起点                                                                                        | 福岡県     | 朝倉市   | 朝倉市   | 片延         |                             |
| 福岡県道33号甘木田主丸線 重複区間終点                                                                                        | 福岡県     | 朝倉市   | 朝倉市   | 中           |                             |
| 福岡県道508号金川田主丸線 | 福岡県     | 朝倉市   | 朝倉市   | 長渕         |                             |
| 福岡県道585号殖木入地甘木線                                                                                                  | 福岡県     | 朝倉市   | 朝倉市   | 長渕         |                             |
| 福岡県道80号甘木朝倉田主丸線                                                                                                 | 福岡県     | 朝倉市   | 朝倉市   | 多々連       | ひわたし橋交差点            |
| 福岡県道511号吉井恵蘇宿線 重複区間起点 福岡県道588号甘木吉井線 重複区間起点                                                  | 福岡県     | 朝倉市   | 朝倉市   | 山田         |                             |
| 国道386号 福岡県道・大分県道112号福岡日田線 重複 福岡県道511号吉井恵蘇宿線 重複区間終点 福岡県道588号甘木吉井線 重複区間終点 | 福岡県     | 朝倉市   | 朝倉市   | 山田         | 恵蘇宿交差点 / 終点         |

### 交差する鉄道
- 西鉄天神大牟田線
- 西鉄甘木線

### 沿線
- 鳥栖市立基里中学校
- 西鉄天神大牟田線 端間駅
- 九州自動車道小郡鳥栖南SIC
- 小郡市立御原小学校
- 大刀洗町役場
- 大刀洗町立大堰小学校
- 西鉄甘木線 大堰駅
- 朝倉三連水車